# Ten no kata
Ten no kata (天の形, modo celeste) é um kata do caratê, que foi criado pelo mestre Yoshitaka Funakoshi, do estilo Shotokai, como forma de auxiliar ao neófito o aprendizado da arte marcial, com movimentos simplificados.

## Características
Segue o embusen do kata Heian shodan. E pode ser praticado em duplas.